# Nagroda Saturn w kategorii najlepsza aktorka drugoplanowa
Laureatki nagród Saturn w kategorii najlepsza aktorka drugoplanowa:

## Lata 70
1974/75: Ida Lupino – Diabelski deszcz jako pani Preston
1976: Bette Davis – Spalone ofiary jako Elizabeth
1977: Susan Tyrrell – Bad jako Mary Aiken

nominacje:
- Joan Bennett – Odgłosy jako madame Blanc

1978: Dyan Cannon – Niebiosa mogą zaczekać jako Julia Farnsworth

nominacje:
- Uta Hagen – Chłopcy z Brazylii jako Frieda Maloney
- Mabel King – Czarnoksiężnik z krainy Oz jako Evillene
- Valerie Perrine – Superman jako Eve Teschmacher
- Brenda Vaccaro – Koziorożec 1 jako Kay Brubaker

1979: Veronica Cartwright – Obcy – ósmy pasażer Nostromo jako Lambert

nominacje:
- Pamela Hensley – Buck Rogers in the 25th Century jako księżniczka Ardala
- Jacquelyn Hyde – Ciemność jako De Renzy
- Marcy Lafferty – The Day Time Ended jako Beth
- Nichelle Nichols – Star Trek jako komandor porucznik Nyota Uhura

## Lata 80
1980: Eve Brent Ashe – Zamroczenie jako Stella Binford

nominacje:
- Linda Kerridge – Zamroczenie jako Marilyn O’Connor
- Eva Le Gallienne – Resurrection jako babcia Pearl
- Nancy Parsons – Piekielny motel jako Ida Smith
- Stephanie Zimbalist – Przebudzenia jako Margaret Corbeck

1981: Frances Sternhagen – Odległy ląd jako Lazarus

nominacje:
- Viveca Lindfors – Ręka jako doktor
- Helen Mirren – Excalibur jako Morgana
- Kyle Richards – Obserwator jako Ellie Curtis
- Maggie Smith – Zmierzch tytanów jako Tetyda

1982: Zelda Rubinstein – Duch jako Tangina Barrons

nominacje:
- Kirstie Alley – Star Trek II: Gniew Khana jako porucznik Saavik
- Filomena Spagnuolo – The Last Horror Film jako matka Vinny’ego
- Dee Wallace – E.T. jako Mary
- Irene Worth – Śmiertelna pułapka jako Helga

1983: Candy Clark – Błękitny grom jako Kate

nominacje:
- Maud Adams – Ośmiorniczka jako Ośmiorniczka
- Annette O’Toole – Superman III jako Lana Lang
- Meg Tilly – Psychoza 2 jako Mary Loomis
- Natalie Wood – Burza mózgów jako Karen Brace

1984: Polly Holliday – Gremliny rozrabiają jako Ruby Deagle

nominacje:
- Kirstie Alley – Ucieczka jako Jackie Rogers
- Judith Anderson – Star Trek III: W poszukiwaniu Spocka jako Najwyższa kapłanka Vulcan
- Grace Jones – Conan Niszczyciel jako Zula
- Mary Woronov – Noc komety jako Audrey

1985: Anne Ramsey – Goonies jako Mama Fratelli

nominacje:
- Ruth Gordon – Maxie jako pani Lavin
- Grace Jones – Zabójczy widok jako May Day
- Lea Thompson – Powrót do przyszłości jako Lorraine Baines McFly
- Gwen Verdon – Kokon jako Bess McCarthy

1986: Jenette Goldstein – Obcy – decydujące starcie jako szeregowy Jenette Vasquez

nominacje:
- Catherine Hicks – Star Trek IV: Powrót na Ziemię jako dr Gillian Taylor
- Grace Jones – Wamp jako Katrina
- Kay Lenz – Dom jako Sandy Sinclair
- Vanity – 52 Pick-Up jako Doreen

1987: Anne Ramsey – Wyrzuć mamę z pociągu jako pani Lift

nominacje:
- Lisa Bonet – Harry Angel jako Epiphany Proudfoot
- Veronica Cartwright – Czarownice z Eastwick jako Felicia Alden
- Louise Fletcher – Kwiaty na poddaszu jako Olivia Foxworth
- Jenette Goldstein – Blisko ciemności jako Diamondback
- Dorothy Lamour – Creepshow 2 – Opowieści z dreszczykiem jako Martha Spruce

1988: Sylvia Sidney – Sok z żuka jako Juno

nominacje:
- Joanna Cassidy – Kto wrobił królika Rogera? jako Dolores
- Katherine Helmond – Biała dama jako Amanda
- Clare Higgins – Hellraiser: Wysłannik piekieł II jako Julia Cotton
- Jean Marsh – Willow jako królowa Bavmorda
- Meredith Salenger – Pocałunek jako Amy
- Zelda Rubinstein – Duch III jako Tangina Barrons

## Lata 90
1989/90: Whoopi Goldberg – Uwierz w ducha jako Oda Mae Brown

nominacje:
- Kim Basinger – Batman jako Vicki Vale
- Finn Carter – Wstrząsy jako Rhonda LeBeck
- Reba McEntire – Wstrząsy jako Heather Gummer
- Julia Roberts – Linia życia jako dr Rachel Mannus
- Jenny Seagrove – Strażnik jako Camilla
- Mary Steenburgen – Powrót do przyszłości III jako Clara Clayton
- Rachel Ticotin – Pamięć absolutna jako Melina
- Mai Zetterling – Wiedźmy jako Helga Eveshim

1991: Mercedes Ruehl – Fisher King jako Anne Napolitano

nominacje:
- Robin Bartlett – Szpieg bez matury jako Patricia Grober
- Jennifer Connelly – Człowiek rakieta jako Jenny Blake
- Mary Elizabeth Mastrantonio – Robin Hood: Książę złodziei jako Marian Dubois
- Frances Sternhagen – Misery jako Virginia McCain
- Dianne Wiest – Edward Nożycoręki jako Peg Boggs

1992: Isabella Rossellini – Ze śmiercią jej do twarzy jako Lisle von Rhoman

nominacje:
- Kim Cattrall – Star Trek VI: Nieodkryta kraina jako porucznik Valeris
- Julianne Moore – Obcy 3 jako Marlene Craven
- Robin Wright Penn – Zabaweczki jako Gwen Tyler
- Rene Russo – Freejack jako Julie Redlund
- Frances Sternhagen – Mój brat Kain jako dr Lynn Waldheim
- Marcia Strassman – Kochanie, zwiększyłem dzieciaka jako Diane Szalinski

1993: Amanda Plummer – Sprzedawca śmierci jako Netitia Nettie Cobb

nominacje:
- Nancy Allen – RoboCop 3 jako Anne Lewis
- Joan Cusack – Rodzina Addamsów II jako Debbie Jellinsky
- Julie Harris – Mroczna połowa jako Reggie Delesseps
- Kathy Najimy – Hokus pokus jako Mary Sanderson
- Kyra Sedgwick – Serca i dusze jako Julia
- Alfre Woodard – Serca i dusze jako Penny Washington

1994: Mia Sara – Strażnik czasu jako Melissa Walker

nominacje:
- Halle Berry – Flintstonowie jako pani Stone
- Tia Carrere – Prawdziwe kłamstwa jako Juno Skinner
- Whoopi Goldberg – Star Trek VII: Pokolenia jako Guinan
- Rosie O’Donnell – Flintstonowie jako Betty Rubble
- Robin Wright Penn – Forrest Gump jako Jenny Curran

1995: Bonnie Hunt – Jumanji jako Sarah Whittle

nominacje:
- Illeana Douglas – Za wszelką cenę jako Janice Maretto
- Salma Hayek – Desperado jako Carolina
- Jennifer Jason Leigh – Dolores Claiborne jako Selena St. George
- Juliette Lewis – Od zmierzchu do świtu jako Kate Fuller
- Gwyneth Paltrow – Siedem jako Tracy Mills

1996: Alice Krige – Star Trek: Pierwszy kontakt jako królowa Borgów

nominacje:
- Fairuza Balk – Szkoła czarownic jako Nancy Downs
- Drew Barrymore – Krzyk jako Casey Becker
- Glenn Close – 101 Dalmatyńczyków jako Cruella De Vil
- Vivica A. Fox – Dzień Niepodległości jako Jasmine Dubrow
- Jennifer Tilly – Brudne pieniądze jako Violet

1997: Gloria Stuart – Titanic jako Rose DeWitt Bukater (lat 101)

nominacje:
- Joan Allen – Bez twarzy jako dr Eve Archer
- Courteney Cox – Krzyk 2 jako Gale Weathers
- Teri Hatcher – Jutro nie umiera nigdy jako Paris Carver
- Milla Jovovich – Piąty element jako Leeloo
- Winona Ryder – Obcy: Przebudzenie jako Annalee Call

1998: Joan Allen – Miasteczko Pleasantville jako Betty Parker

nominacje:
- Claire Forlani – Joe Black jako Susan Parrish
- Anne Heche – Psychol jako Marion Crane
- Anjelica Huston – Długo i szczęśliwie jako baronowa Rodmilla De Ghent
- Sheryl Lee – Łowcy wampirów jako Katrina
- Charlize Theron – Wielki Joe jako Jill Young

1999: Patricia Clarkson – Zielona mila jako Melinda Moores

nominacje:
- Pernilla August – Gwiezdne wojny: część I – Mroczne widmo jako Shmi Skywalker
- Joan Cusack – Arlington Road jako Cheryl Lang
- Geena Davis – Stuart Malutki jako Eleanor Little
- Miranda Richardson – Jeździec bez głowy jako lady Van Tassel/Crone
- Sissy Spacek – Atomowy amant jako Helen

## 2000–2009
2000: Rebecca Romijn – X-Men jako Mystique

nominacje:
- Cameron Diaz – Aniołki Charliego jako Natalie Cook
- Lucy Liu – Aniołki Charliego jako Alex Munday
- Rene Russo – Rocky i Łoś Superktoś jako Natasza
- Hilary Swank – Dotyk przeznaczenia jako Valerie Barksdale
- Zhang Ziyi – Przyczajony tygrys, ukryty smok jako Jen Yu

2001: Fionnula Flanagan – Inni jako Bertha Mills

nominacje:
- Monica Bellucci – Braterstwo wilków jako Sylvia
- Helena Bonham Carter – Planeta Małp jako Ari
- Cameron Diaz – Vanilla Sky jako Julie Gianni
- Frances McDormand – Człowiek, którego nie było jako Doris Crane
- Maggie Smith – Harry Potter i Kamień Filozoficzny jako prof. Minerva McGonagall

2002: Samantha Morton – Raport mniejszości jako Agatha

nominacje:
- Halle Berry – Śmierć nadejdzie jutro jako Jinx
- Connie Nielsen – Zdjęcie w godzinę jako Nina Yorkin
- Rachel Roberts – Simone jako Simone
- Sissy Spacek – Źródło młodości jako Mae Tuck
- Emily Watson – Czerwony smok jako Reba McClane

2003: Ellen DeGeneres – Gdzie jest Nemo? jako Dory

nominacje:
- Keira Knightley – Piraci z Karaibów: Klątwa Czarnej Perły jako Elizabeth Swann
- Lucy Liu – Kill Bill Vol. 1 jako O-Ren Ishii
- Kristanna Loken – Terminator 3: Bunt maszyn jako T-X
- Miranda Otto – Władca Pierścieni: Powrót króla jako Éowina
- Peta Wilson – Liga niezwykłych dżentelmenów jako Mina Harker

2004: Daryl Hannah – Kill Bill Vol. 2 jako Elle Driver

nominacje:
- Kim Basinger – Komórka jako Jessica Martin
- Irma P. Hall – Ladykillers, czyli zabójczy kwintet jako Marva Munson
- Angelina Jolie – Sky Kapitan i świat jutra jako Franky
- Diane Kruger – Skarb narodów jako Abigail Chase
- Meryl Streep – Kandydat jako Eleanor Shaw

2005: Summer Glau – Serenity jako River Tam

nominacje:
- Jessica Alba – Sin City: Miasto grzechu jako Nancy Callahan
- Jennifer Carpenter – Egzorcyzmy Emily Rose jako Emily Rose
- Katie Holmes – Batman: Początek jako Rachel Dawes
- Michelle Monaghan – Kiss Kiss Bang Bang jako Harmony Faith Lane
- Gena Rowlands – Klucz do koszmaru jako Violet Devereaux

2006: Famke Janssen – X-Men: Ostatni bastion jako Jean Grey/Feniks

nominacje:
- Cate Blanchett – Notatki o skandalu jako Sheba Hart
- Eva Green – Casino Royale jako Vesper Lynd
- Rachel Hurd-Wood – Pachnidło jako Laura Richis
- Parker Posey – Superman: Powrót jako Kitty Kowalski
- Emma Thompson – Przypadek Harolda Cricka jako Karen Eiffel

2007: Marcia Gay Harden – Mgła jako pani Carmody

nominacje:
- Lizzy Caplan – Projekt: Monster jako Marlena
- Lena Headey – 300 jako królowa Gorgo
- Rose McGowan – Grindhouse: Planet Terror jako Cherry Darling
- Michelle Pfeiffer – Gwiezdny pył jako Lamia
- Imelda Staunton – Harry Potter i Zakon Feniksa jako Dolores Umbridge

2008: Tilda Swinton – Ciekawy przypadek Benjamina Buttona jako Elizabeth Abbott

nominacje:
- Joan Allen – Death Race: Wyścig śmierci jako Warden Hennessey
- Judi Dench – 007 Quantum of Solace jako M
- Carice van Houten – Walkiria jako Nina von Stauffenberg
- Olga Kurylenko – 007 Quantum of Solace jako Camille
- Charlize Theron – Hancock jako Mary Embrey

2009: Sigourney Weaver – Avatar jako dr Grace Augustine

nominacje:
- Malin Åkerman – Watchmen: Strażnicy jako Laurie Jupiter/Jedwabna Zjawa II
- Diane Kruger – Bękarty wojny jako Bridget von Hammersmark
- Rachel McAdams – Sherlock Holmes jako Irene Adler
- Lorna Raver – Wrota do piekieł jako Sylvia Ganush
- Susan Sarandon – Nostalgia anioła jako Lynn

## od 2010
| Rok  | Aktorka              | Film                                      | Postać                          |
| ---- | -------------------- | ----------------------------------------- | ------------------------------- |
| 2010 | Mila Kunis           | Czarny łabędź                             | Lily / Czarny łabędź            |
| 2010 | Scarlett Johansson   | Iron Man 2                                | Natasha Romanoff / Czarna Wdowa |
| 2010 | Keira Knightley      | Nie opuszczaj mnie                        | Ruth C                          |
| 2010 | Helen Mirren         | RED                                       | Victoria Winslow                |
| 2010 | Vanessa Redgrave     | Listy do Julii                            | Claire Smith-Wyman              |
| 2010 | Jacki Weaver         | Królestwo zwierząt                        | Janine 'Smurf' Cody             |
| 2011 | Emily Blunt          | Władcy umysłów                            | Elise Sellas                    |
| 2011 | Elena Anaya          | Skóra, w której żyję                      | Vera Cruz                       |
| 2011 | Charlotte Gainsbourg | Melancholia                               | Claire                          |
| 2011 | Paula Patton         | Mission: Impossible – Ghost Protocol      | Jane Carter                     |
| 2011 | Lin Shaye            | Naznaczony                                | Elise Rainier                   |
| 2011 | Emma Watson          | Harry Potter i Insygnia Śmierci: Część II | Hermiona Granger                |
| 2012 | Anne Hathaway        | Mroczny Rycerz powstaje                   | Selina Kyle / Catwoman          |
| 2012 | Judi Dench           | Skyfall                                   | M                               |
| 2012 | Gina Gershon         | Zabójczy Joe                              | Sharla Smith                    |
| 2012 | Anne Hathaway        | Les Misérables. Nędznicy                  | Fantyna                         |
| 2012 | Nicole Kidman        | Pokusa                                    | Charlotte Bless                 |
| 2012 | Charlize Theron      | Królewna Śnieżka i Łowca                  | królowa Ravenna                 |
| 2013 | Scarlett Johansson   | Ona                                       | Samantha (głos)                 |
| 2013 | Nicole Kidman        | Stoker                                    | Evelyn Stoker                   |
| 2013 | Melissa Leo          | Labirynt                                  | Holly Jones                     |
| 2013 | Evangeline Lilly     | Hobbit: Pustkowie Smauga                  | Tauriel                         |
| 2013 | Jena Malone          | Igrzyska śmierci: W pierścieniu ognia     | Johanna Mason                   |
| 2013 | Emily Watson         | Złodziejka książek                        | Rosa Hubermann                  |
| 2014 | Rene Russo           | Wolny strzelec                            | Nina Romina                     |
| 2014 | Jessica Chastain     | Interstellar                              | Murphy „Murph” Cooper           |
| 2014 | Scarlett Johansson   | Kapitan Ameryka: Zimowy żołnierz          | Natasha Romanoff / Czarna Wdowa |
| 2014 | Evangeline Lilly     | Hobbit: Bitwa Pięciu Armii                | Tauriel                         |
| 2014 | Emma Stone           | Birdman                                   | Sam Thomson                     |
| 2014 | Meryl Streep         | Tajemnice lasu                            | Wiedźma                         |
| 2015 | Jessica Chastain     | Crimson Peak. Wzgórze krwi                | Lady Lucille Sharpe             |
| 2015 | Carrie Fisher        | Gwiezdne wojny: Przebudzenie Mocy         | Leia Organa                     |
| 2015 | Evangeline Lilly     | Ant-Man                                   | Hope van Dyne                   |
| 2015 | Lupita Nyong’o       | Gwiezdne wojny: Przebudzenie Mocy         | Maz Kanata                      |
| 2015 | Tamannaah            | Baahubali: The Beginning                  | Avanthika                       |
| 2015 | Alicia Vikander      | Ex Machina                                | Ava                             |
| 2016 | Tilda Swinton        | Doktor Strange                            | Starożytna                      |
| 2016 | Betty Buckley        | Split                                     | Dr. Karen Fletcher              |
| 2016 | Bryce Dallas Howard  | Gold                                      | Kay                             |
| 2016 | Scarlett Johansson   | Kapitan Ameryka: Wojna bohaterów          | Natasha Romanoff / Czarna Wdowa |
| 2016 | Kate McKinnon        | Ghostbusters: Pogromcy duchów             | Dr. Jillian „Holtz” Holtzmann   |
| 2016 | Margot Robbie        | Legion samobójców                         | Harleen Quinzel / Harley Quinn  |